# Grań Tatr Wysokich Rysy – Przełęcz pod Kopą
Szczyty i przełęcze Tatr Wysokich wymienione w kolejności ich występowania w grani głównej Tatr od Liliowego do Przełęczy pod Kopą. W miejscach, w których od grani głównej odchodzi grań boczna, opis zbacza na nią, a następnie wraca, by kontynuować od zwornika.
Ten artykuł opisuje punkty topograficzne słowackich Tatr Wysokich. Pozostałe artykuły to:
- Grań Tatr Wysokich Liliowe – Rysy
- Liptowskie Kopy
- Główna grań odnogi Krywania.

Przewagą tego sposobu opisu jest wzajemne powiązanie wymienionych obiektów topograficznych. Dzięki temu każdy z nich jest połączony ze swoimi następnikiem i poprzednikiem tak w terenie, jak i w tekście. Analogiczną metodę zastosował Witold Henryk Paryski w swoim 25-tomowym przewodniku po Tatrach – podstawowym materiale źródłowym dla zajmujących się topografią Tatr.

## Grań Tatr Wysokich: Rysy – Zadni Gerlach
- Rysy 2499 m n.p.m. – wierzchołek graniczny, północno-zachodni
- Zadnia Przełączka w Rysach
- Rysy 2503 m – wierzchołek środkowy
- Pośrednia Przełączka w Rysach
- Rysy 2473 m – wierzchołek południowo-wschodni
- Przednia Przełączka w Rysach (słow. Predná priehyba v Rysoch)
- Kopa nad Wagą (Kopa nad Váhou) ok. 2390 m
- Wyżni Pazdur (ok. 2520 m)
- Waga (Váha) 2337 m
- Ciężki Szczyt (Ťažký štít) 2500 m
  - południowo-zachodnia grań Ciężkiego Szczytu
- Przełęcz pod Wysoką (Štrbina pod Ťažkým štítom) ok. 2485 m
- Wysoka (Vysoká) 2547 m
  - południowo-wschodnia grań Wysokiej
  - Siarkańska Grań (Dračí hrebeň)
- Zachodnia Rumanowa Przełęcz (Západné Rumanovo sedlo)
- Zachodnia Rumanowa Czuba (Západný Rumanov zub)
- Pośrednia Rumanowa Przełęcz (Prostredné Rumanovo sedlo)
- Wschodnia Rumanowa Czuba (Východný Rumanov zub)
- Wschodnia Rumanowa Przełęcz (Východné Rumanovo sedlo) ok. 2280 m
- Bartkowa Turnia (Bartkova veža)
- Bartkowa Przełączka (Bartkova štrbina)
- Mały Ganek (Malý Ganek) ok. 2425 m
  - Przełączka pod Kaczą Turnią
  - Kacza Turnia (Kačacia veža) 2197 m
  - Pusta Ławka
  - Zadnia Pusta Turnia
  - Pusta Szczerbina
  - Skrajna Pusta Turnia
  - Pusta Przehyba
  - Gankowa Strażnica
- Mała Gankowa Przełączka (Malá Ganková štrbina)
- Pośredni Ganek (Prostredný Ganek)
- Pośrednia Gankowa Przełączka (Prostredná Ganková štrbina)
- Ganek (Gánok) 2462 m
- Gankowa Przełęcz (Ganková štrbina) ok. 2388 m
- Rumanowy Szczyt (Rumanov štít) 2428 m
- Wyżnia Żłobista Przełączka (Vyšná Zlobná štrbina) ok. 2375 m
- Żłobiste Czuby (Zlobné zuby)
- Żłobiste Wrótka
- Żłobisty Szczyt (Zlobivá) 2426 m
- Wyżnia Żłobista Ławka
- Żłobista Turnia
- Niżnia Żłobista Ławka
- Żłobista Kopa
- Pośrednia Żłobista Przełączka
- Żłobista Kopka
- Niżnia Żłobista Przełączka (Nižná Zlobná štrbina) 2327 m
- Zachodni Szczyt Żelaznych Wrót (Západný Železný štít) ok. 2360 m
- Zachodnie Żelazne Wrota (Západná Železná brána) ok. 2280 m
- Śnieżne Kopy (Snežné kopy) 2322 m
- Wschodnie Żelazne Wrota (Východná Železná brána) ok. 2255 m
- Wschodni Szczyt Żelaznych Wrót (Východný Železný štít) ok. 2340 m
- Rumiska Przełączka (Zlomisková štrbina) ok. 2300 m
- Zmarzły Szczyt (Popradský Ľadový štít) 2396 m
  -  Osobny artykuł: Grań Kończystej.
  - Kończysta
  - Stwolska Przełęcz (Lúčne sedlo) 2168 m
  - Tępa (Tupá) 2285 m
    - Klin (Klin) 2183 m

  - Przełęcz pod Osterwą (Sedlo pod Ostrvou) 1966 m
  - Osterwa (Ostrva) 1979 m
  - Wyżnie Wrótka w Osterwie
  - Zadnia Osterwa
    - Wyżnie Siodełko pod Igłą
    - Igła w Osterwie (Ihla v Ostrve) 1872 m
    - Niżnie Siodełko pod Igłą
    - Mała Igła w Osterwie

  - Niżnie Wrótka w Osterwie
  - Pośrednia Osterwa
  - Skrajna Osterwa
  - Smrekowiec
- Jurgowskie Wrótka
- Jurgowska Przełęcz (Vyšné kačacie sedlo)
- Kaczy Szczyt (Kačací štít) 2395 m
- Kacze Wrótka (Prostredné kačacie sedlo)
- Kacze Czuby
- Kacza Przełęcz (Nižné kačacie sedlo)
- Batyżowiecka Turniczka
- Niżnia Batyżowiecka Szczerbina
- Batyżowiecka Kopa
- Pośrednia Batyżowiecka Szczerbina
- Batyżowiecka Igła
- Mały Batyżowiecki Szczyt (Malý Batizovský štít) ok. 2445 m
- Wyżnia Batyżowiecka Szczerbina (Vyšná Batizovská štrbina)
- Batyżowiecki Szczyt (Batizovský štít) 2448 m
- Zachodnia Batyżowiecka Przełęcz (Zapadné Batizovské sedlo)
- Batyżowieckie Czuby
- Wschodnia Batyżowiecka Przełęcz (Východné Batizovské sedlo)
- Targana Turnia
- Zadni Gerlach (Zadný Gerlach) 2616 m

## Grań Tatr Wysokich: Zadni Gerlach – Przełęcz pod Kopą
- Zadni Gerlach
  - Przełęcz Tetmajera (Tetmajerovo sedlo) ok. 2593 m
  - Gerlach (Gerlachovský štít) 2654 m
  - Wyżnie Gerlachowskie Wrótka
  - Pośredni Gerlach
  - Pośrednie Gerlachowskie Wrótka
  - Gerlachowska Czuba
  - Niżnie Gerlachowskie Wrótka
  - Mały Gerlach
    - Przełączka pod Małym Gerlachem
    - Urbanowe Turnie
    - Urbanowa Szczerbina
    - Urbanowa Czuba

  - Lawiniasta Przełączka
  - Ponad Kocioł Turnia
  - Przełączka nad Kotłem
  - Ponad Próbę Turnie
  - Skrajna Ponad Próbę Szczerbina
  - Ponad Ogród Turnia
  - Wyżnia Ponad Ogród Kopka
  - Niżnia Ponad Ogród Kopka
  - Ponad Staw Przełączka
  - Ponad Staw Turnia
  - Gerlachowski Grzebień
- Wyżnia Jurgowska Szczerbina (Vyšná Jurgovská štrbina)
- Jurgowskie Czuby (Jurgovské zuby)
- Niżnia Jurgowska Szczerbina (Nižná Jurgovská štrbina)
- Lawinowy Szczyt (Lavínový štít) ok. 2606 m
- Wyżnia Gerlachowska Przełączka (Lavínová štrbina)
- Gerlachowska Kopa (Lavínová veža) ok. 2600 m
- Pośrednia Gerlachowska Przełączka (Lavínové sedlo)
- Wyżnia Wysoka Gerlachowska (Veľká Litvorová veža) ok. 2581 m
- Niżnia Gerlachowska Przełączka (Nižná Gerlachovská lávka)
- Gerlachowska Turniczka (Gerlachovská vežička)
- Wyżnia Łuczywniańska Szczerbina (Vyšná Lučivnianska lávka)
- Niżnia Wysoka Gerlachowska (Malá Litvorová veža) ok. 2547 m
- Niżnia Łuczywniańska Szczerbina (Nižná Lučivnianska lávka)
- Wielicka Turniczka (Lučivnianska veža) ok. 2492 m
- Litworowa Przełęcz (Litvorové sedlo) 2385 m
- Litworowy Szczyt (Litvorový štít) 2413 m
- Litworowy Zwornik
  - Litworowe Mnichy
- Wielicka Przełęcz (Velické sedlo) 2295 m
- Wielicki Szczyt (Velický štít) 2319 m
  - Zmarzła Przehyba
  - Hruba Turnia
  - Hruba Przełęcz
  - Troista Turnia
  - Troista Przełączka
  - Hrube Czuby
- Wyżnia Wielicka Ławka
- Mały Wielicki Szczyt
- Niżnia Wielicka Ławka
- Zmarzła Kopa
- Polski Grzebień (Poľský hrebeň) 2200 m
- Mała Wysoka (Východná Vysoká) 2429 m
  - Obłazowa Przełęcz
  - Baniasta Turnia (Kupola) 2414 m
  - Zwalista Przełęcz
  - Zwalista Turniczka
  - Niżnia Zwalista Szczerbina
  - Zwalista Kopa
  - Wyżnia Zwalista Szczerbina
  - Zwalista Turnia
  - Zwodna Ławka
  - Staroleśny Szczyt (Bradavica) 2476 m
    - Kwietnikowa Przełączka
    - Granaty Wielickie

  - Nowoleśna Grań
  - Sławkowska Przełęcz
  - Sławkowska Grań
  - Sławkowski Szczyt (Slavkovský štít) 2452 m
  - Królewska Przełęcz
  - Sławkowski Grzebień
- Wyżnia Zmarzła Szczerbina
- Zmarzłe Turniczki
- Rohatka (Prielom) 2288 m
- Turnia nad Rohatką (Veža nad Prielomom) 2332 m
- Wyżnia Rohatka (Sedlo nad Prielomom)
- Dzika Turnia (Divá veža) 2373 m
- Wyżnia Dzika Przełęcz (Zadné Divé sedlo)
- Dzika Czuba (Divý hrb)
- Pośrednia Dzika Przełęcz (Prostredné Divé sedlo)
- Czarny Mnich (Zadná Divá ihla)
- Dzika Ławka (Divý zárez)
- Czerwony Mnich (Predná Divá ihla)
- Dzika Przełęcz (Predné Divé sedlo)
- Świstowy Szczyt (Svišťový štít) 2383 m
  - Świstowa Grań
- Świstowa Szczerbina
- Pośredni Świstowy Szczyt
  - Świstowy Grzbiet
- Złotnikowa Ławka (Svišťová lávka)
- Złotnikowa Kopa (Svišťová kopa) ok. 2221 m
- Świstowa Przełęcz (Svišťové sedlo) 2192 m
- Złotnikowa Czuba (Rovienková stena)
- Złotnikowe Wrótka (Rovienková priehyba)
- Graniasta Turnia (Hranatá veža) 2260 m
- Graniasta Przełęcz (Vyšné Rovienkové sedlo)
- Rówienkowa Turnia (Rovienková veža) 2272 m
- Rówienkowa Przełęcz (Rovienkové sedlo) ok. 2225 m
- Krzesany Róg (Kresaný roh) 2305 m
- Zawracik Rówienkowy (Malý Závrat) ok. 2270 m
- Mały Jaworowy Szczyt (Malý Javorový štít) 2380 m
  - Jaworowe Turnie (Javorové veže)
  - Skrajna Jaworowa Przełęcz
  - Jaworowe Wierchy
  - Szeroka Przełęcz Jaworzyńska
  - Szeroka Jaworzyńska (Široká) 2210 m
    - Cichy Przechód
    - Świstowy Kopiniak
    - Świstowa Góra
    - Murowany Koszar
    - Sucha Przełęcz Jaworowa
    - Suchy Wierch Jaworowy
    - Babosia Przełęcz
    - Baboś
    - Niżnia Babosia Przełęcz
    - Goły Wierch Jaworowy

  - Niżnia Szeroka Przełęcz
  - Spismichałowa Czuba
    - Zamki

  - Spismichałowa Przełęcz
  - Horwacki Wierch
  - Przełęcz pod Zadnią Kopą
  - Zadnia Kopa Jaworzyńska
  - Trybska Przełęcz
  - Golica Jaworzyńska
    - Goły Brzeżek
    - Zadnia Cisowa Czuba
    - Skrajna Cisowa Czuba
    - Cisowa Przełęcz
    - Czerwona Skałka

  - Stary Szałas
  - Karczmarski Wierch
  - Gombosia Przełęcz
  - Gombosi Wierch
- Rozdziele (Javorová škára) ok. 2330 m
- Pośredni Jaworowy Szczyt (Prostredný Javorový štít)
- Jaworowa Szczerbina (Javorová štrbina)
- Jaworowy Szczyt (Javorový štít) 2417 m
  - Siwa Grań
- Siwe Wrótka
- Siwe Czuby
- Jaworowa Przełęcz (Javorové sedlo) ok. 2250 m
- Mały Ostry Szczyt (Malý Ostrý štít)
- Przełęcz w Ostrym (Prielom v Ostrom)
- Ostry Szczyt (Ostrý štít) 2360 m
- Biała Ławka (Biela lávka) ok. 2286 m
- Zbójnickie Turnie (Zbojnícke veže)
- Zbójnicki Kopiniak
- Zbójnickie Wrótka
- Zbójnicka Ławka (Zbojnícke sedlo) ok. 2360 m
- Mały Lodowy Szczyt (Široká veža) 2461 m
- Harnaski Karbik
- Harnaski Zwornik
  - Czerwona Ławka (Priečne sedlo) 2352 m
  - Mała Spąga
  - Niżnia Czerwona Ławka
  - Spąga
  - Niżnia Sokola Przełączka
  - Sokole Czuby
  - Wyżnia Sokola Przełączka
  - Sokola Turnia
  - Drobna Przełączka
  - Drobna Baszta
  - Drobny Karbik
  - Drobna Turnia
  - Żółta Ławka
  - Żółta Baszta
  - Żółte Wrótka
  - Żółty Szczyt (Žltá veža) 2385 m
  - Pośrednia Przełęcz
  - Mała Pośrednia Grań
  - Wyżnia Pośrednia Przełączka
  - Pośrednia Grań (Prostredný hrot) 2441 m
  -  Osobny artykuł: Zimnowodzka Grań.
- Harnaskie Wrótka
- Harnaski Kopiniak
- Harnaska Ławka ok. 2400 m
- Harnaska Turnia ok. 2410 m
- Wyżnia Harnaska Szczerbina
- Harnaskie Zęby
- Niżnia Harnaska Szczerbina
- Harnaskie Czuby
- Lodowa Przełęcz (Sedielko) 2372 m
- Lodowa Kopa (Malý Ľadový štít) 2602 m
  - Lodowa Grań
- Lodowa Szczerbina (Ľadová štrbina) ok. 2585 m
- Lodowe Czuby
- Wyżnia Lodowa Szczerbina
- Lodowy Szczyt (Ľadový štít) 2627 m
  - Sobkowa Grań
- Lodowy Koń (Kôň) ok. 2585 m
- Ramię Lodowego (Ľadová priehyba) ok. 2500 m
- Lodowy Zwornik (Zadný Ľadový štít) 2507 m
  - Kapałkowa Grań
- Wyżnia Lodowa Przełęcz (Vyšné Ľadové sedlo) ok. 2420 m
- Śnieżny Szczyt (Snehový štít) 2465 m
- Wyżni Śnieżny Karb
- Śnieżny Karb
- Śnieżny Zwornik
  - Śnieżna Grań
- Wyżnia Śnieżna Przełęcz
- Śnieżne Czuby
- Śnieżne Wrótka
- Śnieżny Mniszek
- Śnieżna Przełęcz (Ľadové sedlo) 2323 m
- Baranie Czuby
- Pośrednie Baranie Wrótka
- Barani Kopiniaczek
- Wyżnie Baranie Wrótka
- Niżni Barani Zwornik (Nižná Barania strážnica) ok. 2480 m
  - Barania Grań
- Niżnia Barania Ławka
- Barani Kopiniak
- Pośrednia Barania Ławka
- Wyżni Barani Zwornik (Vyšná Barania strážnica) ok. 2500 m
  -  Osobny artykuł: południowo-wschodnia grań Wyżniego Baraniego Zwornika.
  - Wyżnia Barania Ławka
  - Baranie Rogi (Baranie rohy) 2526 m
  - Barania Przełęcz (Baranie sedlo) ok. 2393 m
  - Spiska Grzęda
  - Durny Szczyt (Pyšný štít) 2621 m
  - Łomnica (Lomnický štít) 2634 m
  - Widły (Vidly)
  - Kieżmarski Szczyt (Kežmarský štít) 2558 m
  - Mały Kieżmarski Szczyt (Malý Kežmarský štít) 2513 m
- Barania Kazalnica
- Przełęcz Stolarczyka (Stolarczykovo sedlo) ok. 2370 m
- Papirusowe Turnie (Čierne veže)
- Papirusowa Przełączka (Papirusova štrbina)
- Czarny Szczyt (Čierný štít) 2429 m
  - Czarny Grzbiet
- Wyżni Czarny Karb
- Czarny Grzebień
- Czarny Karb
- Czarny Kopiniak
- Czarna Przełęcz (Čierne sedlo) 2266 m
- Czarne Czuby
- Czarny Przechód
- Kołowa Kopka
- Przełączka za Kołową Kopką
- Kołowy Szczyt (Kolový štít) 2418 m
  - Bździochowa Grań
- Zadnie Kołowe Wrótka
- Kołowe Czubki
- Kołowa Szczerbina
- Modra Turnia (Zmrzlá veža) 2312 m
  - Kołowa Grań
- Modra Ławka (Zmrzlé sedlo) ok. 2266 m
- Czerwona Turnia (Belasá veža) 2284 m
  - Jastrzębia Grań
- Czerwona Szczerbina
- Kołowa Przełęcz (Kolové sedlo) 2090 m
- Grań Townsona:
  - Kołowy Przechód (Kolový priechod) ok. 2118 m
  - Wyżni Kołowy Przechód
  - Mały Jagnięcy Kopiniak
  - Niżni Jagnięcy Karb
  - Wielki Jagnięcy Kopiniak
  - Wyżni Jagnięcy Karb
- Jagnięcy Szczyt (Jahňací štít) 2230 m
  - Kozia Grań
  - Jagnięca Grań
- Koperszadzka Grań
- Pośrednia Przełęcz pod Kopą
- Mała Biała Kopka
- Przełęcz pod Kopą (Kopské sedlo) 1750 m